# شیخ‌حمزه‌لو
شیخ‌حمزه‌لو، روستایی از توابع بخش پلدشت شهرستان ماکو در استان آذربایجان غربی ایران است.

## جمعیت
این روستا در دهستان گچلرات شرقی قرار دارد و براساس سرشماری مرکز آمار ایران در سال ۱۳۸۵، جمعیت آن زیر سه خانوار بوده‌است.